# Mkuze
Mkuze est une petite ville du nord du KwaZulu-Natal en Afrique du Sud. Le Mkuze Game Reserve se situe non loin.

## Géographie
La ville, dont le nom signifie « chef de chœur » en isizulu, est située à environ 350 km de Durban, le long de la route N2 qui mène à Johannesburg, à l'Eswatini et au Mozambique. Elle s'étend entre la rivière Mkuze et la Ghost Mountain (Intaba Yemikhovu ou Montagne Fantôme). Mkuze est à 50 km de Hluhluwe, 76 km de Nongoma, 65 km de Pongola et 25 km de Jozini. Mkuze est le siège de la municipalité de district d’Umkhanyakude.

## Histoire
Mkuze est dominé par la Ghost Mountain qui fut autrefois un champ de bataille. Elle aurait été le théâtre d’un certain nombre de combats sanglants. On dit que c'est l’endroit où le roi Dingaan aurait été tué par Mhlophekazi, le fils du roi Chaka, même si d'autres pensent qu’il serait mort près de la rivière Tugela ou encore dans la forêt de Hlatikhulu.